# ام. ویلیام فلپس
ام. ویلیام فلپس (انگلیسی: M. William Phelps؛ زادهٔ ۱ فوریهٔ ۱۹۶۷) نویسنده آمریکایی کتاب‌های جنایات واقعی و روزنامه‌نگار تحقیقی است.